# Diagrama global d'interaccions
El diagrama global d'interaccions és una de les tretze classes de diagrames del UML, pertany al grup dels diagrames d'interacció. Va ser introduït novament en l'UML 2.0.
El diagrama global d'interaccions mostra una certa vista (una visió més general) sobre els aspectes dinàmics dels sistemes modelats. Tot i que el diagrama global d'interaccions és una representació gràfica d'una interacció, és molt diferent als diagrames de seqüència i comunicació (dos dels altres diagrames d'interacció).
Els models d'interacció poden arribar a ser molt grans en sistemes complexes. Si se supera una certa mesura, s'ha de modularitzar les interaccions i dividir-les en petites parts. Llavors el conjunt d'interaccions poden ser representades en un quadre global mitjançant el diagrama global d'interaccions, ideat precisament per aquest propòsit.
Tot i tractar-se d'un diagrama d'interacció, la majoria de la notació utilitzada en la seva representació és la mateixa que en els diagrames d'activitats. Es representa com un diagrama d'activitats en què els nodes són altres diagrames d'interacció. Aquests diagrames d'interacció poden incloure diagrames de comunicació, seqüència, temps i fins i tot altres diagrames globals d'interacció.

## Diagrama global d'interaccions i Diagrama d'activitats
La majoria de la notació utilitzada és la mateixa que tenim en els diagrames d'activitats. Per exemple, els nodes inici, final, decisió, fusió, forquilla i unió són iguals.
Però també existeixen algunes diferències i elements que no tenim en els diagrames d'activitats.
A diferència que els diagrames d'activitats, els diagrames globals d'interacció només poden tenir interaccions en línia o usos d'interacció en comptes d'accions d'invocació. A més, el diagrama global d'interaccions combina elements propis dels diagrames d'interacció amb els elements del diagrames d'activitats.
Per acabar, en els diagrames globals d'interacció tenim dos elements que no apareixen en els diagrames d'activitats:
- Interaction Occurrence: Es tracta de referències a altres diagrames d'interacció existents. Es mostra com un marc de referència, és a dir, un marc amb “ref” en la cantonada de dalt a l'esquerra (mirar imatge). El nom del diagrama al qual es fa referència es mostra al centre del marc

- Interaction Element: Són pràcticament idèntics a Interaction Occurrence, només es diferencien perquè en aquest cas es mostra el contingut del diagrama al qual es fa referència en comptes de mostrar només el seu nom.

## Representació
En els diagrames globals d'interaccions es fa servir el mateix tipus de marc que en els altres tipus d'interaccions: un marc rectangular amb el nom del diagrama a dalt a l'esquerra.
Els elements del diagrama global són pràcticament els mateixos que en un diagrama d'activitat, ja que el diagrama global és una especialització d'aquest i per tant, tenen moltes propietats en comú. Una d'elles és la representació. En el diagrama global es poden fer servir tant interaccions amb línia com interaccions amb accions (El diagrama d'activitat només pot fer interaccions amb línia).
Elements en comú entre el diagrama global i el d'activitats:
1. Node inicial: cercle negre, que indica on comença el procés. Normalment està situat a la part superior o esquerra del diagrama.
2. Node final: cercle blanc/negre situat a la part inferior o dreta del diagrama.
3. Node de final de bifurcació: cercle blanc amb una creu al mig. Quan en una subdivisió d'un carrer (línia) es troba amb aquest node, el programa acaba sense tenir efectes en els altres subcarrers.
4. Node de decisió: es representa amb un rectangle. Arriba un o dos fluxos al node i en surten varis (mínim un).
5. Node de fusió: es representa amb un rectangle (igual que en el node decisió). Arriben diferents fluxos al node i en poden sortir un o diversos.
6. Node forquilla: es representa amb una línia negra entre els fluxos que arriben i els tres fluxos que surten.
7. Node d'unió: es representen amb una línia negra (igual que en el node forquilla). Arriben diversos fluxos i en surten un o fins i tot en algun cas més.

Elements en comú entre els diagrames d'interacció i els diagrames globals:
1. Interacció: una línia negra que invoca l'acció a la qual assenyala. Pot tenir nom
2. Marc de referència en el qual s'indica el diagrama que es fa referència.
3. L'interval de la duració de l'acció (1min..6min).
4. L'interval del temps de l'acció (5:40am..6:00am).

Com hem vist diagrames globals fan servir tant interaccions amb línia
com interaccions amb accions.